# Книгопечатание в Узбекистане
Книгопечатание в Узбекистане ведет историю с середины XIX века.
После присоединения Туркестанского края к Российской империи в середине XIX века в Ташкент была завезена небольшая типография, которая начала работать в 1868 году при военно-окружном штабе и обслуживала потребности российской администрации. В следующем году в Ташкенте открылась вторая типография, предназначенная для издания официальной газеты «Туркестанские ведомости» — первого периодического издания в Восточной Азии. Газета «Туркестанские ведомости» просуществовала от 1870 до 1917 года. Кроме кириллицы, типография использовала арабский шрифт, которым печатали приложения к «Туркестанским ведомостям» на узбекском и казахском («Түркістан Уәлаятының Газеті») языках.
1871 года типография издала первую печатную книгу в Восточной Азии — «Сборник материалов о русском Туркестане и странах Средней Азии». В том же году напечатана первая книга на узбекском языке — «Календарь на 1872 год» авторства переводчика, сотрудника газеты «Туркестанские ведомости» Шагимардана Ибрагимова. Первую в Средней. Азии литографию основали в 1874 году в Хиве. Сохранилась книга «Хамса» Алишера Навои на узбекском языке, датированная 1880 годом. В Ташкенте открыл литографию русский купец Семен Иванович Лахтин. За 1913 год в Туркестане вышло всего 56 наименований книг тиражом 118 тыс. экземпляров, из них на узбекском — 37 наименований тиражом 86 тыс. экземпляров.
Советская власть поставила издательское дело на новый уровень, потому что это было составной частью ликбеза и пропаганды. В марте 1920 Туркестанский ЦИК принял постановление об образовании Туркестанского государственного издательства в Ташкенте — первого универсального книжного издательства в Средней Азии. 1923 года Госиздат Туркестанской АССР был переименован в Среднеазиатское государственное издательство. С 1921 по 1924 год в Туркестанской АССР вышло 1184 наименований книг тиражом 3 млн экземпляров.
Во время Великой Отечественной войны книгопечатание резко сократилось, все издательства Узбекистана объединили в одно — Госиздат Узбекской ССР. После войны специализированные издательства были восстановлены.
В 1950 году в Узбекской ССР издано 908 книг и брошюр тиражом 15,8 млн экземпляров, в 1970 году — 2030 книг и брошюр тиражом 31,4 млн экземпляров. Среди самых масштабных проектов — 15-томное издание произведений Алишера Навои и 49-томное издание трудов Владимира Ленина на узбекском языке.
По состоянию на 1980 год в Узбекистане действовали книжные издательства «Узбекистан», «Фан», «Укитувчи», Издательство литературы и искусства им. Гафура Гуляма, «Ёш гвардия», «Медицина», «Каракалпакстан», газетно-журнальное издательство ЦК КП Узбекской ССР. На правах издательства работала редакция Узбекской советской энциклопедии, созданная в 1970 году и выпустившая первую национальную энциклопедию (тома 1-14 в течение 1971—1980 гг).